# La máquina se detiene
La máquina se detiene (en inglés: The Machine Stops) es un cuento de ciencia ficción de E. M. Forster. Después de su publicación inicial en The Oxford and Cambridge Review (noviembre de 1909), la historia se volvió a publicar en The Eternal Moment and Other Stories de Forster en 1928. La primera antología de ciencia ficción que reimprimió el cuento fue The Science Fiction Galaxy, editada por Groff Conklin en 1950. Tras ser elegida una de las mejores novelas cortas hasta 1965, fue incluida ese mismo año en la popular antología Modern Short Stories.  En 1973 también fue incluida en The Science Fiction Hall of Fame, Volume Two.
La historia, ambientada en un mundo donde la humanidad vive bajo tierra y depende de una máquina gigante para satisfacer sus necesidades, predijo tecnologías similares a la mensajería instantánea e Internet.

## Argumento
La historia describe un mundo en el que la mayor parte de la población humana ha perdido la capacidad de vivir en la superficie de la Tierra. Cada individuo vive ahora aislado bajo tierra en una habitación estándar, con todas sus necesidades corporales y espirituales satisfechas por la Máquina global omnipotente. Se permite viajar, pero es impopular y rara vez es necesario. La comunicación se realiza a través de una especie de máquina de mensajería instantánea o videoconferencia con la que las personas realizan su única actividad: compartir ideas y lo que se considera conocimiento.
Los dos personajes principales, Vashti y su hijo Kuno, viven en lados opuestos del mundo. Vashti está contenta con su vida, que, como la mayoría de los habitantes del mundo, pasa produciendo y discutiendo interminablemente "ideas" de segunda mano. Su hijo Kuno, sin embargo, es sensual y rebelde. Él convence a una renuente Vasti de soportar el viaje (y la consiguiente interacción personal no deseada) hasta su habitación. Allí le cuenta su desencanto con el mundo mecánico y desinfectado. Él le confía que ha visitado la superficie de la Tierra sin permiso y que vio a otros humanos viviendo fuera del mundo de la Máquina. Sin embargo, la Máquina lo recaptura y lo amenaza con la 'perdición de persona sin hogar': expulsión del entorno subterráneo y presunta muerte. Vashti, sin embargo, descarta las preocupaciones de su hijo como una locura peligrosa y regresa a su parte del mundo.
A medida que pasa el tiempo y Vasti continúa con la rutina de su vida diaria, se producen dos acontecimientos importantes. En primer lugar, a las personas ya no se les permite utilizar los respiradores necesarios para visitar la superficie de la Tierra. La mayoría acoge con satisfacción este desarrollo, ya que son escépticos y temerosos de la experiencia de primera mano y de aquellos que la desean. En segundo lugar, se establece el “Mecanismo”, una especie de religión, en la que la Máquina es objeto de culto. La gente olvida que los humanos crearon la Máquina y la tratan como una entidad mística cuyas necesidades superan las suyas.
Aquellos que no aceptan la deidad de la Máquina son vistos como "no mecánicos" y amenazados con quedarse sin hogar. El Aparato de Reparación, el sistema encargado de reparar los defectos que aparecen en la Máquina misma, también ha fallado en este momento, pero las preocupaciones al respecto se descartan en el contexto de la supuesta omnipotencia de la Máquina misma.
Durante este tiempo, Kuno es trasladado a una habitación cerca de la de Vashti. Él llega a creer que la Máquina se está estropeando y le dice crípticamente: "La Máquina se detiene". Vashti continúa con su vida, pero con el tiempo comienzan a aparecer defectos en la Máquina. Al principio, los humanos aceptan los deterioros como caprichos de la Máquina, a la que ahora están totalmente subordinados, pero la situación continúa deteriorándose a medida que se ha perdido el conocimiento de cómo reparar la Máquina.
Finalmente, la Máquina colapsa, arrastrando consigo la “civilización”. Kuno llega a la habitación en ruinas de Vashti. Antes de que ambos perezcan, se dan cuenta de que la humanidad y su conexión con el mundo natural son lo que realmente importa, y que corresponderá a los habitantes de la superficie que aún existen reconstruir la raza humana y evitar que el error de la Máquina se repita.

## Temas
En el prefacio de su Collected Short Stories (1947), Forster escribió que La máquina se detiene fue una reacción a un libro de H. G. Wells. En La máquina del tiempo, Wells había imaginado a los infantiles Eloi viviendo la vida de ocio de los dioses griegos, mientras que los trabajadores Morlocks vivían bajo tierra y mantenían toda su idílica existencia. En contraste con el comentario político de Wells, Forster señala a la tecnología misma como la fuerza controladora última.

## Recepción crítica
La revista Fantasy Book Review califica a La máquina se detiene como "distópica y bastante brillante", y señala: "En una novela tan corta, La máquina se detiene contiene más horror que cualquier cantidad de historias góticas de fantasmas. Todos deberían leerla y considerar hasta dónde podemos llegar en el camino del 'avance' tecnológico y olvidar lo que realmente significa estar vivo", y le da una calificación de 10 sobre 10 a la historia. 
Además de Forster, que predijo la globalización, Internet, las videoconferencias y otros aspectos de la realidad del siglo XXI, Will Gompertz, escribiendo en el sitio web de la BBC el 30 de mayo de 2020, observó: "'La máquina se detiene' no es simplemente profética; es una descripción literaria asombrosa, pasmosa e impresionantemente precisa de la vida en cuarentena en 2020 ". 
En 2010, Randy Alfred, de la revista Wired , escribió: "1909: E. M. Forster publica "La máquina se detiene", una historia escalofriante sobre una sociedad futurista orientada a la información que se detiene de golpe, literalmente. Algunos aspectos de la historia ya no parecen tan distantes en el futuro".

## Adaptaciones
- Una adaptación televisiva, dirigida por Philip Saville, se mostró en el Reino Unido el 6 de octubre de 1966 como parte de la segunda serie de la serie de televisión antológica de ciencia ficción británica Out of the Unknown. Es uno de los cuatro episodios que se sabe que existen de la segunda temporada del programa.
- En 2001, BBC Radio 4 emitió la adaptación de Gregory Norminton como obra de radio. [8] Otra adaptación radiofónica, de Philip Franks, se emitió en Radio 4 el 19 de junio de 2022. [9]
- La adaptación teatral de 2004 del dramaturgo Eric Coble se transmitió el 16 de noviembre de 2007 en WCPN 90.3 FM en Cleveland, Ohio. [10]
- TMS: The Machine Stops es una adaptación de la serie de novelas gráficas escrita por Michael Lent con arte de Marc Rene, publicada por Alterna Comics en febrero de 2014. [11]
- La adaptación del dramaturgo Neil Duffield se representó en el York Theatre Royal entre mayo y junio de 2016.  [12]

## Trabajos relacionados
- Mad #1 (octubre-noviembre de 1952) presentó "Blobs", [13][14][15] una historia de siete páginas dibujada por Wallace Wood donde dos habitantes del año 1.000.000 d. C. discuten la historia del hombre y su evolución hacia "blobs" totalmente dependientes de la Máquina.
- El cuento de Stephen Baxter "Glass Earth Inc.", que se refiere explícitamente a La máquina se detiene, está incluido en el libro Phase Space, publicado en 2003.
- La segunda novela de Isaac Asimov en la serie de los robots, El sol desnudo (1957), se desarrolla en un planeta similar a la Tierra que se ve en esta historia. En el planeta Solaria, los colonos humanos viven aislados unos de otros, solo se ven a través de hologramas y solo tienen interacciones con sus séquitos de robots. Después de varios siglos, los humanos se han vuelto tan dependientes de esta práctica que se ha vuelto tabú incluso estar en presencia de otro ser humano.[16]
- La canción The Machine Stops de la banda Level 42 no solo comparte el mismo título que la historia, sino que también tiene letras que hacen eco de los pensamientos de Kuno.[17]
- La banda A Hope for Home basó su canción "The Machine Stops" de su álbum Realis en esta historia de Forster.[18]
- Tanto la película THX 1138 (1971)[19] de George Lucas como la versión original en la novela de La fuga de Logan (1967)[20] de William F. Nolan y George Clayton Johnson guardan similitudes con "La máquina se detiene".
- La banda de rock espacial Hawkwind lanzó un álbum conceptual titulado The Machine Stops en 2016, basado en la historia de Forster.[21]